# ویلی جونز
ویلی جونز (Willie Jones) (زادهٔ ۲۵ مه ۱۷۴۱‏ – درگذشتهٔ ۱۸ ژوئن ۱۸۰۱)، مزرعه‌دار و دولتمرد آمریکایی اهل شهرستان هالیفاکس، کارولینای شمالی بود. او در ۱۷۸۰ نمایندهٔ کارولینای شمالی در کنگرهٔ قاره‌ای بود. برادرش آلن جونز نیز نمایندهٔ کنگره بود.
در ۱۷۷۴، ۱۷۷۵ و ۱۷۷۶، جونز به نمایندگی از شهرستان هالیفاکس یا شهر هالیفاکس برای حضور در کنگرهٔ استانی کارولینای شمالی انتخاب شد. او برای مدت کوتاهی در ۱۷۷۶، به عنوان رئیس شورای امنیتی مرکزی کارولینای شمالی، رئیس دولت انقلابی این استان بود. پس از او، ریچارد کاسول پس از انتخاب به عنوان فرماندار، این سمت را بر عهده گرفت.
پس از آن، جونز به عنوان نمایندهٔ مجلس عوام کارولینای شمالی و سنای کارولینای شمالی انتخاب شد. او در ۱۷۸۷ برای عضویت در کنوانسیون قانون اساسی ایالات متحده انتخاب شد، اما از پذیرش منصب خود امتناع کرد. او رهبر جناحی بود که با تصدیق قانون اساسی توسط کارولینای شمالی در ۱۷۸۸ مخالفت کرد، زیرا می‌ترسید دولت ملی بیش از حد قدرتمند شود.
یکی از آخرین فعالیت‌های عمومی او، کمک به تعیین مکان مرکز جدید استان در ۱۷۹۱ بود که رالی نام داشت. او به رالی نقل مکان کرد و تا زمان مرگش در ۱۸۰۱ در آنجا زندگی کرد. او را در یک قبر بی نشان روی زمینی که اکنون در کالج سنت آگوستین است، به خاک سپردند.
خیابان جونز در رالی، جاییکه ساختمان مجمع عمومی کارولینای شمالی در آن قرار دارد و همچنین شهرستان جونز در این استان، به نام او نام‌گذاری شده‌است.

## اوایل زندگی و تحصیلات
ویلی جونز، رهبر انقلابی و «پدر دموکراسی جفرسونی در کارولینای شمالی»، در ۲۵ می ۱۷۴۱ در شهرستان ساری، ویرجینیا به‌دنیا آمد. او پسر کشاورز ثروتمند، رابین جونز جونیور و سارا (کاب) جونز بود. نام‌گذاری او به دلیل یکی از پدرخوانده‌هایش، کشیش ویلیام ویلی از آلبمارل پریش، ویرجینیا بود. مدتی قبل از ۱۷۵۳، جونزها به شهرستان نورث همپتون، کارولینای شمالی نقل مکان کردند و در حدود شش مایلی شهر هالیفاکس اقامت کردند.
در ۱۲ سالگی، جونز با کشتی به انگلستان رفت تا در ایتون، دانشگاهی که پدرش در آن تحصیل کرده بود، تحصیل کند. جاییکه از ۱۷۵۳ تا ۱۷۵۸ در آنجا تحصیل نمود. پس از آن، او تور بزرگ قاره را انجام داد. زمانی که به هالیفاکس بازگشت، جونز به عنوان «مردی خاص، متفکر و عجیب و غریب» توصیف شد.

## حرفه سیاسی
میان سال‌های ۱۷۷۴ و ۱۷۷۵، جونز نگرش خود را در مورد رابطه انگلستان با سرزمین‌های استعماری تغییر داد و به آرمان ویگ گرایش پیدا کرد. تاریخ‌نویسان مدت‌هاست در مورد اینکه چرا او دیدگاه خود را تغییر داده‌است، گمانه‌زنی می‌کنند. جونز در حالی که در زندگی اجتماعی مانند اشراف بود، به شدت به دموکراسی سیاسی اعتقاد داشت. او مبارزه با بریتانیای کبیر را به جنبشی دموکراتیک تعبیر کرد و مصمم بود که آرمان‌های انقلابی آن را در حکومت دولت و ملت تجسم بخشد. مخالفت‌های بعدی او با قانون اساسی ایالات متحده، ناشی از ترس او از دولتی ملی بود که ممکن بود، بیش از حد قدرتمند شود.
از آغاز درگیری با انگلستان، جونز از طرفداران سرسخت حقوق استعماری بود. شور و شوقش، او را به سیاست کشاند. در ۱۷۷۴ او توسط هیئت تجارت به منظور عضویت در شورای استعماری پیشنهاد شد، اما به دلیل دیدگاه‌های رادیکالش، منصوب نشد. در عوض او به عنوان رئیس کمیته امنیتی هالیفاکس خدمت کرد. او از فراخوان کنگرهٔ استانی در ۱۷۷۴ حمایت کرد. این هیئت تنها سه روز در جلسه وجود داشت، اما در طی این مدت، کارولینای شمالی را به‌طور کامل وارد جنبش انقلابی کرد.
جونز به عضویت هر یک از پنج کنگره استانی انتخاب شد، اما نتوانست در چهارمین کنگره شرکت کند؛ زیرا کنگرهٔ قاره‌ای او را به عنوان سرپرست امور بومیان آمریکا برای سرزمین‌های استعماری جنوب، منصوب کرده بود. پس از پنجمین کنگره استانی، با اکثریت لیبرال حامی او، جونز در کمیته پیش‌نویس قانون اساسی استان و لایحهٔ حقوق، حضور داشت. او از نفوذ خود در شکل‌دادن به قانون اساسی استان استفاده کرد. وقتی تکمیل شد، برای همه به جز افراط گرایان محافظه کار، رضایت بخش بود.
در طول دوازده سال بعد، جونز از نظر سیاسی قدرتمندترین مرد ایالت بود. او از ۱۷۷۷ تا ۱۷۸۰ عضو مجلس عوام و برای سه دوره میان سال-های ۱۷۸۲ و ۱۷۸۸ سناتور استان بود. در ۱۷۸۱ و ۱۷۸۷ او عضو شورای استانی بود، سازمانی متمرکز که تا زمان انتخاب دولت استانی حکومت می‌کرد. در ۱۷۸۰ او به عضویت کنگره قاره‌ای انتخاب شد و یک سال خدمت کرد.
جونز به عنوان نماینده مجمع فدرال انتخاب شد، اما نپذیرفت. هنگامی که قانون اساسی به استان ارائه شد، او مخالفان را برای تصویب آن در مجمع هیلزبورو در ۱۷۸۸ رهبری کرد. در این مجمع، او می‌خواست روز اول را به وقت دیگری موکول کند. او گفت: «همه نمایندگان می‌دانستند که چگونه رأی خواهند داد» و او نمی‌خواست در بحث طولانی و طاقت‌فرسا در حمایت از قانون اساسی و تصویب آن، پیش از اصلاح، به دلیل «اسراف کردن پول بیت المال» گناه‌کار باشد. پس از یازده روز بحث، با رأی ۱۸۴ در برابر ۸۴، ضد فدرالیست‌ها بیانیه‌ای را صادر کردند که نه قانون اساسی را رد می‌کرد و نه آن را تصویب می‌کرد.
جونز طرفدار تأخیر در تصویب قانون اساسی بود، اما احساسات عمومی به سمت دیگری رفت. طرفداران دولت فدرال به‌طور مؤثر برای تشکیل دومین مجمع برای عمل به قانون اساسی مبارزه کردند. جونز در مجمع ۱۷۸۹ انتخاب شد اما در آن شرکت نکرد. مجمع در فایتویل تشکیل جلسه داد و قانون اساسی را با ۱۹۵ رای در برابر ۷۷ رای، تصویب کرد. حرفه عمومی او به پایان رسیده بود.

## خانواده
در ۲۲ ژوئن ۱۷۷۶، با کنار گذاشتن عهد تجرد، در ۲۵ سالگی با مری مونتفورت، دختر سرهنگ جوزف مونتفورت که توسط دوک بوفور به عنوان اولین و تنها «استاد بزرگ ماسون‌ها و برای آمریکا» منصوب شده بود، ازدواج کرد. آن‌ها سیزده فرزند داشتند که تنها پنج نفر از آن‌ها تا بزرگسالی زنده ماندند. از میان آن‌ها، دو نفر پسر بودند و هر دو در حالی که مجرد بودند، مُردند. سه دختر آن‌ها عبارت بودند از:
- آنا ماریا که با جوزف بی لیتلجان ازدواج کرد.
- مارتا برک («پتسی») که با جان ویلز اپس، نمایندهٔ کنگرهٔ آمریکا که بعدها سناتور شد، ازدواج کرد. همسر قبلی او، ماریا، دختر توماس جفرسون بود که فوت کرده بود.
- سالی ولش که ابتدا با هاچینز گوردون برتون، نمایندهٔ کنگرهٔ ایالات متحده که بعدها فرماندار کارولینای شمالی شد، ازدواج کرد. سپس برای بار دوم با اندرو جوینر ازدواج نمود.

خانه جونز، گروو نام داشت که او آن را در انتهای جنوبی شهر هالیفاکس ساخته بود و به مرکز زندگی اجتماعی و فعالیت‌های سیاسی منطقه تبدیل شده بود. او مزرعه وسیعی داشت، اسب‌های زیادی نیز داشت که خوب تربیت شده و پرورش یافته بودند و اصطبل او یکی از بهترین اصطبل‌ها در جنوب به حساب می‌آمد. تا ۱۷۹۰ او ۱۲۰ برده داشت. این تعداد بسیار بالایی در جنوب بود، جاییکه مردان در صورت داشتن ۲۰ برده یا بیشتر به عنوان کشاورز بزرگ طبقه‌بندی می‌شدند.

## وفات
جونز پس از یک بیماری طولانی در ۱۸ ژوئن ۱۸۰۱ در رالی درگذشت. بر اساس درخواستش، او را در آنجا و در قبری بی نشانی دفن کردند. او وصیت کرد که او را در کنار یکی از دختران کوچکش دفن کنند و این امر را نیز الزامی کرد؛ که «هیچ کشیش یا شخص دیگری نباید به جسد من با بیان هرگونه مشاهدات ناشایست، توهین کند. بگذارید آفتابی و گرم باشد و پایانی وجود دارد. خانواده‌ام و دوستانم نباید حتی با یک پارچه سیاه هم برای مرگ من سوگواری کنند. برعکس، من به همسر و سه دخترم؛ آنا ماریا، سالی و پتسی، هر کدام یک ابریشم به رنگ کواکر می‌دهم تا بر اساس عادت‌های خود، به این مناسبت، کلاه و روپوش بدوزند».

## میراث و افتخارات
- جان پل، جوان اسکاتلندی پس از مرگ برادرش به آمریکا آمد. این مرد جوان توسط ویلی جونز و همسرش، سخاوت‌مندانه مهمان‌نوازی شد و نام خانوادگی جونز را انتخاب کرد. او با نام جان پل جونز به شهرت رسید.[۷]
- خیابان جونز در رالی، جاییکه ساختمان مجلس عمومی در آن قرار دارد، به نام او نام‌گذاری شده‌است.
- شهرستان جونز، کارولینای شمالی به نام او نام‌گذاری شده‌است.
- جونزبورو، تنسی، به نام او نام‌گذاری شده‌است.